# Leptochilus ayunensis
Leptochilus ayunensis är en stekelart som beskrevs av Giordani Soika 1981. Leptochilus ayunensis ingår i släktet Leptochilus och familjen Eumenidae. Inga underarter finns listade i Catalogue of Life.